# Sophie Elkanová
Sophie Elkanová rozená Salomonová (3. ledna 1853 Göteborg – 5. dubna 1921 Göteborg) byla švédská spisovatelka a překladatelka.

## Život
Narodila se v rodině obchodníka Alexandra Salomona (1800–1880) a Henrietty Abrahamsonové (1820–1907): její rodiče se přistěhovali do Švédska z Německa. Měla bratra Ottu (1849–1907) a sestru Elisu Skjöldebrand (1860–1950). Byla vychována ve šťastném domově a silně ovlivněna intelektuální matkou. V roce 1872 se provdala za svého bratrance, prodejce hudebních knih Nathana Elkana (1834–1879), se kterým měla dceru Kerstin (1877–1879). Její manželství bylo šťastné a smrt jejího manžela a dcery v prosinci 1879 v Nice na tuberkulózu způsobilo, že se Sophie po zbytek života oblékala do černého.
Jako vdova začala překládat, vydávat seriály a články a v roce 1889 debutovala jako spisovatelka. Její první román John Hall – en historia från det gamla Göteborg měl okamžitý úspěch. Jako spisovatelka ve svých románech hodně zúročila svůj vlastní život a zkušenosti.

### Sophie Elkanová a Selma Lagerlöfová
Sophie byla popisována jako egocentrická a nervózní, ale také jako pohostinná a okouzlující. V roce 1894 se seznámila se Selmou Lagerlöfovou, která, jak je patrné z jejich korespondence, do ní byla zamilovaná. Obě ženy navštívily Itálii v roce 1895 a cestovaly spolu do Egypta, Palestiny, Itálie, Francie, Belgie a Holandska v roce 1899. Selma Lagerlöfová zdědila po smrti Sophie její osobní majetek, který použila k přeměně pokoje ve svém domě Mårbacka na muzeum Elkan, známé jako Elkanrummet.

### Ve fikci
Vztah mezi Selmou Lagerlöfovou, Valborgou Olanderovou a Sophií Elkanovou byl zobrazen v Selmě, televizním seriálu napsaném Åsou Lantzovou v roce 2008, s Helenou Bergströmovou jako Selmou Lagerlöfovou, Ingelou Olssonovou jako Valborgou Olanderovou a Alexandrou Rapaportovou jako Sophií Elkanovou.

## Dílo
- Dur och moll: skizzer och berättelser. Visby: Gotlands Allehandas tr. 1889
- Med sordin: skisser och novelletter. Visby. 1891
- Rika flickor: berättelse. Stockholm: Fr. Skoglund i distr. 1893
- Säfve, Kurt & C:o: nutidsberättelse. Stockholm: Skoglund (distr.) 1894
- Skiftande stämningar: ett novellhäfte. Visby. 1896
- John Hall: en historia från det gamla Göteborg. Stockholm: Bonnier. 1899
- Drömmen om österlandet. Nordiskt familjebibliotek. Stockholm: Bonnier. 1901
- Konungen: en sannsaga. Stockholm: Bonnier. 1904
- Konungen i landsflykt: en sannsaga. Stockholm: Bonnier. 1906
- Från östan och västan: en novellbok. Stockholm: Bonnier. 1908
- Anckarström: en historia från idyllens och revolutionernas tidehvarf. Stockholm: Bonnier. 1910

### Sebraná vydání a výběry
- I fågelperspektiv: valda noveller ur äldre samlingar. Stockholm: Bonnier. 1901
- Historiska romaner. Stockholm: Bonnier. 1917–1929 – 3 volymer

## Česká vydání
- Svědectví paní Ulfsparreové – in: 1000 nejkrásnějších novel... č. 75; úvod František Sekanina; přeložil Hanuš Hackenschmied. Praha: J. R. Vilímek, 1914